# エウゾ・アロイージオ・コエーリョ
エウゾ・アロイージオ・コエーリョ（ポルトガル語: Elzo Aloísio Coelho、1961年1月22日 - ）は、ブラジル・ミナスジェライス州出身の元同国代表サッカー選手。ポジションはMF。

## 経歴
ワールドカップイヤーである1986年に活躍し、【1986 FIFAワールドカップ】のメンバーにも選ばれた。この年、彼は代表で11試合に出場した。
1986メキシコ・ワールドカップではブラジル代表のボランチの主力レギュラーとして活躍し、全5試合にフル出場、カレッカ、ソクラテス、ジーコ、エジーニョらとプレーした。グループリーグでは対スペイン（1-0○）,対アルジェリア（1-0○）,対北アイルランド（3-0○）に全勝して勝ち上がり、ベスト16では苦戦したがポーランド代表を4-0○で下した。ベスト4をかけた準々決勝で当時プラティニ、ジレス、ディガナら率いるフランス代表と対戦したが、1-1でPK戦に入り、ベスト8で敗戦した。
このブラジル対フランス戦はワールドカップ史最も美しい試合の一つと国際的に評価されている。
1987-88-89はポルトガルの名門ベンフィカに移籍した。当時ポルトガルのレジェンド黒豹ことエウゼビオ監督がエウゾの守備能力を高く評価して入団した。入団一年目から、ボランチのレギュラーになり、ポルトガルリーグ優勝と欧州チャンピオンズカップ（現欧州チャンピオンズリーグ）ではファイナルまで進出したが、観衆75,000人満員を集めたドイツシュツットガルトでの決勝ではフル出場したが、当時オランダの名匠ヒディング監督、グーリット、キーフト、クーマン、ファネンブルグら率いるPSVアイントホーフェンに0-0のPK戦で敗れて惜しくも準優勝となった。この試合でエウゾはベンフィカの第一PKキッカーとなり、PSVのオランダ代表監督経験者ロナウド・クーマンとPKを蹴り合い、両者とも得点した。
ベンフィカのエウゼビオ監督退任後、エウゾはブラジルリーグに戻りプレーした。